# Ichimoku
Dieser Artikel wurde aufgrund inhaltlicher und/oder formaler Mängel auf der Qualitätssicherungsseite des Portals Wirtschaft eingetragen. 
Du kannst helfen, indem du die dort genannten Mängel beseitigst oder dich an der Diskussion beteiligst.
Ichimoku Kinko Hyo (IKH) (jap. 一目均衡表, Ichimoku Kinkō-hyō), meist nur Ichimoku genannt, ist eine Methode der technischen Analyse, die auf Candlestick-Charts aufbaut und die Zielgenauigkeit der Prognose von Kursbewegungen verbessern soll.

## Geschichte
Ichimoku Kinkō-hyō bedeutet wörtlich in etwa „Gleichgewichtsdiagramm auf einen Blick“. Der japanische Journalist Goichi Hosada (细田 悟一) publizierte diese technische Analysemethode 1968. Er war auch bekannt als Ichimoku Sanjin, übersetzt eher als „der Eremit der erblickt“. Etwa 30 Jahre entwickelte er zusammen mit Studenten diese Indikatortechnik, bevor er sie der Öffentlichkeit vorstellte. Bis heute hat sich der Ichimoku als Indikator in der Chartanalyse gehalten und ist nicht nur in Japan populär, sondern auch in der restlichen Welt. Der Ichimoku findet sowohl beim Aktienhandel, als auch im Devisen-, Anleihen-, Future-, Rohstoff- und Optionsmarkt Anwendung. Der Ichimoku Kinkō-hyō wurde in einer Zeit entwickelt, als der Samstag noch als Handelstag zählte und eine Handelswoche entsprechend aus sechs Handelstagen bestand. Bedingt durch die heutige 5-Tage-Woche gibt es Anwender, die davon überzeugt sind, dass die ursprünglichen Indikatoreinstellungen angepasst werden müssten und die Periodendauer auf 7, 22, und 44 modifiziert werden müsste.
Backtests haben jedoch ergeben, dass die Anpassung der Periodendauer nahezu keinen Einfluss auf die Performance des Systems hat.

## Beschreibung
Der Ichimoku Kinko Hyo besteht nicht bloß aus einer Linie, wie viele andere Indikatoren der Charttechnik, sondern besteht aus fünf unterschiedlichen Indikatorlinien, von denen jeder einzelnen eine bestimmte Bedeutung zukommt. Deshalb zählt der Ichimoku Kinko Hyo nicht nur als Indikator, sondern als komplettes Trendfolgesystem.
Die Elemente des Ichimoku Charts sind:
Tenkan-sen (転換線){\displaystyle {\tfrac {{\text{höchstes Hoch}}+{\text{tiefstes Tief}}}{2}}} der letzten 9 Tage (Parameter 1). Es wird in erster Linie als eine Signallinie und als kleine Unterstützungs-/Widerstandslinie verwendet.
Kijun-sen (基準線){\displaystyle {\tfrac {{\text{höchstes Hoch}}+{\text{tiefstes Tief}}}{2}}} der letzten 26 Tage (Parameter 2). Dies ist eine Bestätigungslinie, eine Unterstützung bzw. Widerstandslinie und kann als Trailing-Stop-Linie verwendet werden.
Senkō (先行) span A{\displaystyle {\tfrac {{\text{Tenkan-sen}}+{\text{Kijun-Sen}}}{2}}} aufgetragen 26 Tage im Voraus. Auch als Vorlaufstrecke 1, bildet diese Linie eine Kante des Kumo bzw. der Wolke.
Senkō span B{\displaystyle {\tfrac {{\text{höchstes Hoch}}+{\text{tiefstes Tief}}}{2}}} berechnet über die letzten 52 Tage (Parameter 3) und gezeichnet 26 Tage im Voraus. Auch als Vorlaufstrecke 2, bildet diese Linie die andere Kante des Kumo.
Kumo (雲, wörtlich ‚Wolke‘)ist der Raum zwischen Senkō span A und B. Die Wolkenkanten identifizieren aktuelle und potenzielle zukünftige Unterstützungs- und Widerstandspunkte.
Chikō (遅行) spanDie Schlusskurse 26 Tage verzögert im Chart aufgetragen. Auch als die rückständige span genannt und dient als Hilfe zum Finden von Unterstützungen bzw. Widerständen.
Die Strategie dieses Trendfolgesystems ist es, nur die Signale zu handeln, die sich in Richtung des übergeordneten Trends bewegen. Das Besondere an dem Ichimoku Kinko Hyo ist jedoch, dass neben der Trendrichtung auch die Trendstärke angezeigt wird. Es werden so nicht nur Kauf- und Verkaufssignale in starker, neutraler oder schwacher Ausprägung generiert, sondern es werden auch Unterstützungs- und Widerstandszonen angezeigt.
Gewichtung der Signale:
- Ein starkes Kaufsignal liegt vor, wenn die Kreuzung von Kijun Sen und Tenkan Sen oberhalb der Wolke (Kumo) stattfindet.
- Ein neutrales Kaufsignal liegt vor, wenn die Kreuzung von Kijun Sen und Tenkan Sen innerhalb der Wolke (Kumo) stattfindet.
- Ein schwaches Kaufsignal liegt vor, wenn die Kreuzung von Kijun Sen und Tenkan Sen unterhalb der Wolke (Kumo) stattfindet.

Für Verkaufssignale gelten die umgekehrten Regeln.

## Anwendung
Der Ichimoku Kinko Hyo kann entweder zur besseren Visualisierung eines Chartbildes genutzt werden oder man handelt eine der fünf klassischen Methoden:
- Kreuzung von Tenkan Sen und Kijun Sen,
- Kreuzen des Kurses mit Kijun Sen,
- Ausbruch des Kurses aus der Kumo,
- Farbwechsel der Kumo bzw. Kreuzen des Senkou Spannen oder
- Kreuzen des Kurses mit Chikou Span.